# خزان مياه

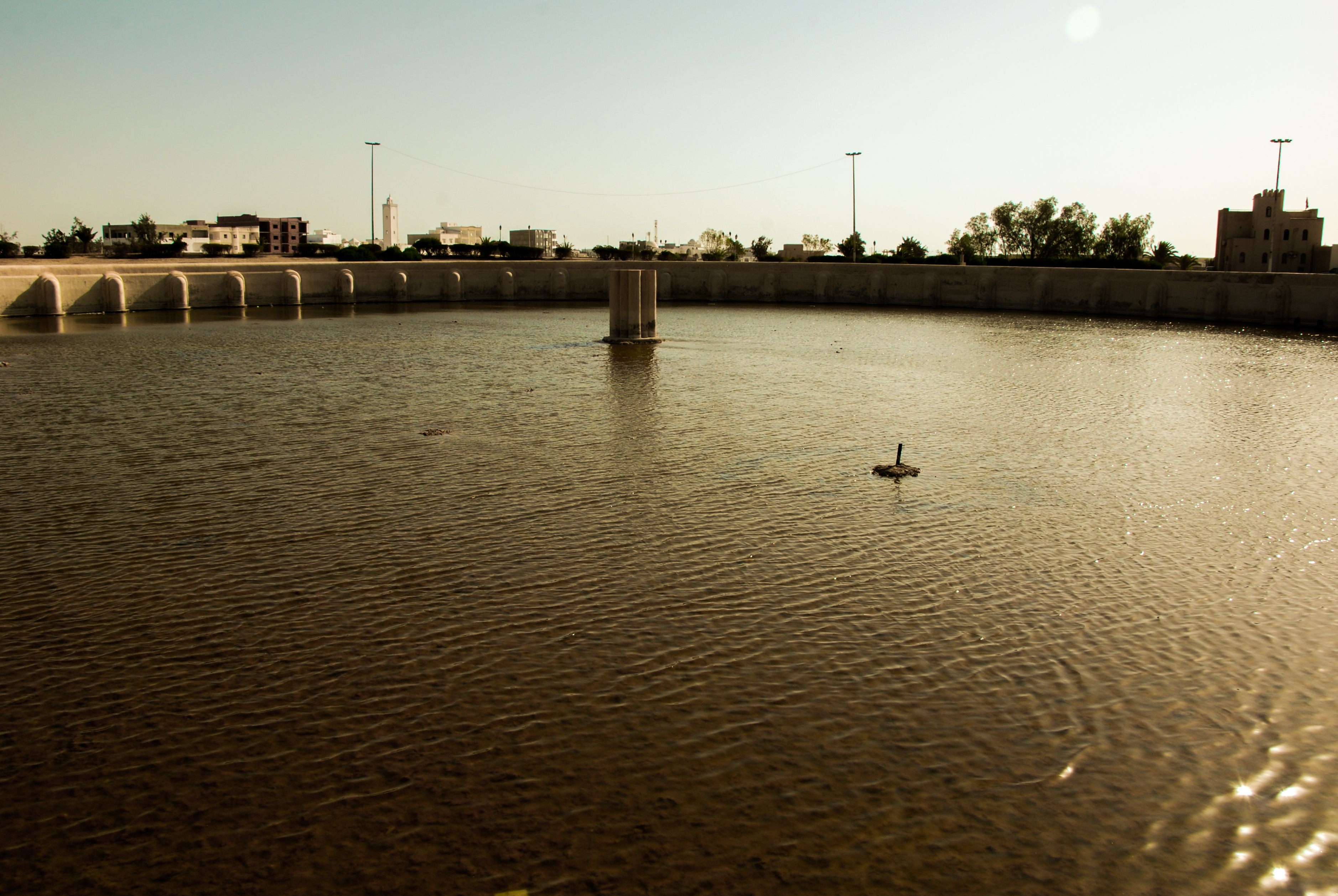
خزان مياه يرجع لعهد الأغالبة في تونس.

خزان المياه هو عبارة عن موقع يشيد ويخصص لتخزين المياه. وكذلك يُستخدم لتوفير وتخزين مياه الأمطار والانهار لأغراض الشرب والزراعة والري، وإخماد الحرائق وغير ذلك من الاستعمالات المفيدة سواء بالنسبة للنباتات أو الثروة الحيوانية، أو الصناعات الكيميائية، وإعداد الطعام، وكذلك العديد من التطبيقات الأخرى.
وتوجد خزانات صغيرة في كل بيت لاغراض الغسل والشرب وتصنع من المعادن أو ألياف البلاستك وتشمل معامل خزانات المياه التصميم العام للخزان، واختيار مواد بناء أو صُنعه. حيث تستخدم مواد مختلفة لصنع خزان المياه مثل: مادة البلاستيك (البولي ايثلين والبولي بروبلين) وكذلك الألياف الزجاجية وقد تستعمل الخرسانة والحجر والصلب (الملحوم أو المبرشم، والكربون، أو غير القابل للصدأ)، وقد يكون الخزان بدائي مصنوع من الطين أو أرضي يؤدي وظيفة البركة وتخزين المياه، وأكثر خزانات المنازل توضع أعلى البيت لأجل استعمالها في الشرب والغسل.